# Колор Лайн (стадион)
Стадион Колор Лайн е футболен стадион в град Олесун, Норвегия.
Построен е през 2005 г. и разполага с капацитет от 10 778 седящи места. Теренната настилка е естествена трева. Домакински стадион на местния футболен тим ФК Олесунс. Покрива изискванията на УЕФА.